# 1986 في تونس
فيما يلي قوائم الأحداث التي وقعت خلال عام 1986 في تونس.

## أحداث
- 2 نوفمبر – الانتخابات التشريعية التونسية 1986

## سياسة

### تعيين في المنصب
- 30 يوليو – عمر الشاذلي وزير التعليم العالي والبحث العلمي ‏.

### انتهاء فترة المنصب
- 23 يونيو – فتحية مزالي وزير الأسرة والنهوض بالمرأة.
- 30 يوليو – عبد العزيز بن ضياء وزير التعليم العالي والبحث العلمي ‏.

## أفلام
من الأفلام التي صدرت هذه السنة في تونس:
- 1 يناير – ريح السد من إخراج نوري بوزيد.

## مواليد

### يناير
- 5 يناير – وسيم الحريصي ممثل كوميدي
- 25 يناير – محمد علي نفخة لاعب كرة قدم تونسي.[1]

### مارس
- 5 مارس – وليد الهيشري لاعب كرة قدم تونسي.[2]
- 12 مارس – سلمى اليانقي

### أبريل
- 16 أبريل – حمزة يونس لاعب كرة قدم تونسي.[3]

### مايو
- 2 مايو – كريم العواضي لاعب كرة قدم تونسي.[4]
- 16 مايو – نادر قيراط

### يونيو
- 14 يونيو – شادي الهمامي لاعب كرة قدم تونسي.[5]
- 15 يونيو – صالح الماجري لاعب كرة سلة تونسي.
- 21 يونيو – ريم السعيدي عارضة تونسية.

### يوليو
- 10 يوليو – بسيكو إم

### أغسطس
- 13 أغسطس – هشام الصمندي مسايف تونسي.

### سبتمبر
- 22 سبتمبر – ياسين الشيخاوي لاعب كرة قدم تونسي.[6]

### أكتوبر
- 14 أكتوبر – صابر خليفة لاعب كرة قدم تونسي.[7]

### نوفمبر
- 23 نوفمبر – سامح الدربالي لاعب كرة قدم تونسي.[8]

### ديسمبر
- 25 ديسمبر – مرام بن عزيزة ممثلة وعارضة الازياء تونسية

## وفيات

### فبراير
- 25 فبراير – سليمان بن سليمان (مواليد 1905)

### أبريل
- 4 أبريل – الحبيب عصمان (مواليد 1910) مصور فوتوغرافي محترف و مناضل تونسي.

### يوليو
- 6 يوليو – فتحية خيري (مواليد 1918)

### ديسمبر
- 3 ديسمبر – البشير التليلي (مواليد 1935)[9]